# Suðurfirðir
I Suðurfirðir (in lingua islandese: Fiordi meridionali) sono un gruppo di fiordi situato nella regione dei Vestfirðir, i fiordi occidentali dell'Islanda.

## Descrizione
I Suðurfirðir si trovano a sud del promontorio di Langanes, che suddivide in due rami il fiordo dell'Arnarfjörður.
La suddivisione da nord a sud dei Suðurfirðir è:
- Geirþjófsfjörður
- Trostansfjörður
- Reykjarfjörður (Arnarfjörður)
- Fossfjörður
- Bíldudalsvogur